# Protéine à ancrage lipidique
Les protéines à ancrage lipidique sont des protéines situées sur les deux faces de la membrane plasmique et qui sont liées par covalence à des lipides de cette membrane. La terminaison lipidique de ces protéines s'insère dans la structure de la bicouche lipidique et prend place parmi les chaînes aliphatiques des autres acides gras qui la constituent. Le lipide membranaire sert ainsi à ancrer la protéine à la membrane plasmique,. Il s'agit de protéolipides.
Les groupes lipidiques interviennent dans les interactions de la protéine et peuvent contribuer à la fonction biologique de la protéine auxquels ils sont liés. Le lipide peut également servir de médiateur dans l'association de la membrane ou de déterminant pour certaines interactions protéine-protéine. Par exemple, des groupes lipidiques peuvent jouer un rôle important en augmentant l'hydrophobie d'une molécule, ce qui permet à des domaines protéiques d'interagir avec des membranes biologiques. La lipidation peut également isoler une enzyme de son substrat, ce qui a pour effet d'inactiver l'enzyme.
On connaît trois principaux types de protéines à ancrage lipidique : les protéines prénylées, les protéines acylées et les protéines à ancrage glycosylphosphatidylinositol, (GPI).

## Protéines prénylées

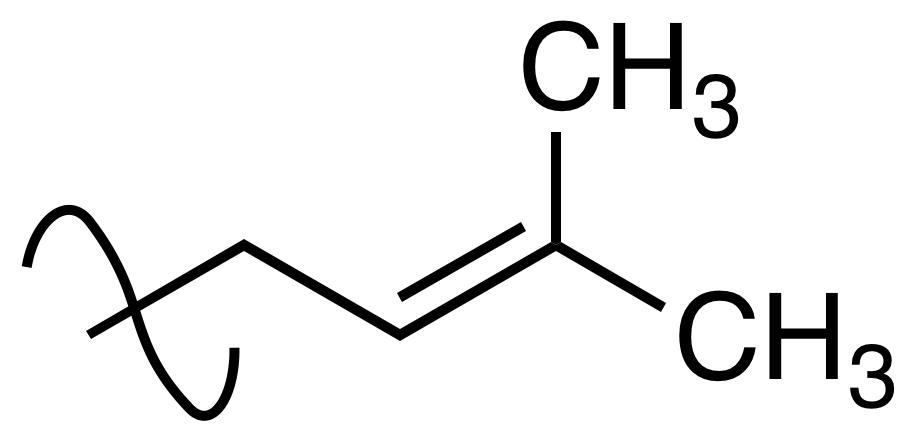
Structure du groupe prényle.

Les protéines prénylées sont des protéines ayant des polymères hydrophobes d'isoprène — unités ramifiées à cinq atomes de carbone — liées par covalence à un ou plusieurs résidus de cystéine,. Plus précisément, ces groupes isoprénoïdes, généralement le farnésyle (trois unités isoprène) et le géranylgéranyle (quatre unités isoprène) sont liées à la protéine par des liaisons thioéther au niveau de résidus de cystéine près de l'extrémité C-terminale de la protéine,. La prénylation des protéines facilite l'interaction de ces dernières avec les membranes.

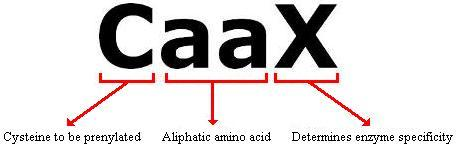
Structure des boîtes CaaX.

Les motifs de type « boîte CaaX » sont les sites de prénylation des protéines les plus courants, les groupes prényle se liant aux résidus de cystéine des boîtes CaaX,. Le motif CaaX est composé de quatre résidus d'acides aminés : C représente une cystéine ; a représente un acide aminé aliphatique quelconque ; et X représente un résidu dont la nature détermine le type de prénylation devant survenir sur la protéine : s'il s'agit d'un résidu d'alanine, de méthionine, de sérine ou de glutamine alors la protéine sera farnésylée par une farnésyltransférase (en), tandis que s'il s'agit d'un résidu de leucine alors la protéine sera géranylgéranylée par une géranylgéranyltransférase de type 1,. Ces deux enzymes sont semblables, chacune contenant deux sous-unités.

### Fonctions biologiques
Les protéines prénylées sont particulièrement importantes dans la croissance, la différenciation et la morphogenèse des cellules d'eucaryotes. La prénylation des protéines est également une modification post-traductionnelle réversible de certaines protéines membranaires. L'interaction dynamique entre protéines prénylées et membranes plasmiques est un processus important de la signalisation cellulaire souvent déréglé dans des maladies telles que les cancers. Plus précisément, les protéines Ras sont prénylées par des farnésyltransférases (en) et, lorsqu'elles sont activées, elles activent également les gènes impliqués dans la croissance et la différenciation cellulaires, raison pour laquelle la suractivation des protéines Ras peut induire un cancer, la compréhension du rôle et du fonctionnement de ces protéines prénylées ayant été un élément important du développement de certains anticancéreux.
Outre les protéines Ras, les protéines Rab et Rho (en) sont prénylées, ainsi que les lamines.

## Protéines acylées
Les protéines acylées sont des protéines ayant subi une modification post-traductionnelle conduisant à la liaison covalente d'un acide gras sur un ou plusieurs résidus d'acides aminés,. Les acides gras les plus couramment liés aux protéines sont l'acide myristique et l'acide palmitique, acides gras saturés en C14 et en C16 respectivement. Les protéines peuvent être liées à l'un ou l'autre ou à ces deux acides gras en même temps.

### N-Myristoylation
La N-myristoylation, c'est-à-dire la liaison covalente d'acide myristique à une protéine, est une modification irréversible qui se produit généralement pendant la biosynthèse des protéines, au cours de laquelle l'acide myristique est lié au groupe α-aminé d'un résidu de glycine N-terminal à travers une liaison amide,. Cette réaction est facilitée par la glycylpeptide N-tétradécanoyltransférase 1 (en) et concerne des protéines dont la séquence commence généralement par Met–Gly avec un résidu de sérine ou de thréonine en position 5. Les protéines N-myristoylées sont impliquées dans les cascades de transduction de signal, les interactions protéine-protéine et les mécanismes qui régulent le ciblage et la fonction des protéines. C'est par exemple le cas de l'apoptose, ou mort cellulaire programmée . La myristoylation de la protéine BID (en) marque la protéine pour être déplacée vers la membrane mitochondriale externe et libérer le cytochrome c, lequel déclenche à son tour la mort cellulaire. L'actine et la gelsoline interviennent également dans l'apoptose sous l'effet d'une myristoylation.

### S-Palmitoylation
La S-palmitoylation, c'est-à-dire la liaison covalente d'acide palmitique à une protéine, est une modification post-traductionnelle réversible au cours de laquelle une molécule d'acide palmitique est liée à un résidu de cystéine spécifique au moyen d'une liaison thioester,. On parle également de S-acylation (en) lorsque d'autres chaînes d'acides gras sont également liées à des protéines palmitoylées. On n'a pas identifié de séquence consensus pour la palmitoylation des protéines. On trouve les protéines palmitoylées principalement du côté cytosolique de la membrane plasmique, où elles jouent un rôle dans la signalisation cellulaire. Le groupe palmitoyle peut être clivé par les palmitoyl-protéine thioestérases (en). On pense que cette dépalmitoylation pourrait réguler l'interaction de la protéine avec la membrane et agir ainsi sur la signalisation transmembranaire.
La palmitoylation intervient de surcroît dans la régulation de la localisation, de la stabilité et de la circulation intracellulaire de la protéine. La palmitoylation intervient par exemple dans le regroupement des protéines dans la synapse, où elle joue un rôle dans la signalisation cellulaire. Ainsi, lorsque la protéine PSD-95 (en) est palmitoylée, elle est confinée sur la membrane et lui permet de se lier à des canaux ioniques et de les accumuler au niveau de la membrane post-synaptique, de sorte que la palmitoylation peut intervenir dans la régulation de la libération des neurotransmetteurs.
La palmitoylation module l'affinité d'une protéine pour les radeaux lipidiques et facilite l'agglomération des protéines. L'agglomération des protéines peut favoriser le rapprochement de deux molécules ou au contraire isoler une protéine de son substrat. Par exemple, la palmitoylation de la phospholipase D éloigne cette enzyme de la phosphatidylcholine, qui est son substrat ; lorsque le taux de cholestérol décroît ou que le taux de phosphatidylinositol-4,5-bisphosphate (PIP2) croît, la localisation intracellulaire des protéines palmitoylées est modifiée et l'enzyme se déplace en direction du PIP2, ce qui lui fait rencontrer de la phosphatidylcholine : c'est une activation par présentation du substrat (en),,.

## Protéines à ancrage GPI
Les protéins liées à un complexe glycosylphosphatidylinositol (GPI) le sont par une liaison amide sur le groupe carbonyle C-terminal. Ce complexe GPI se compose de plusieurs constituants qui sont tous interconnectés : une phosphoéthanolamine, un tétraholoside linéaire constitué de trois résidus de mannose et d'un résidu de glucosamine, et un phosphatidylinositol. Le groupe phosphatidylinositol est lié à la glucosamine non N-acétylée du tétraholoside par une liaison osidique. Il se forme une liaison phosphodiester entre la phosphoéthanolamine et le mannose de l'extrémité non réductrice du tétraholoside. La phosphoéthanolamine est alors liée au carboxyle C-terminal de la protéine par une liaison amide.

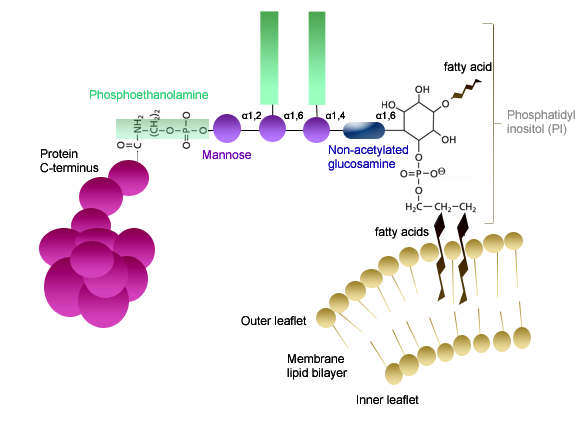
(en) Structure schématique d'une ancre GPI, indiquant l'enchaînement de la protéine, de la phosphoéthanolamine, des quatre résidus osidiques et le groupe phosphatidylinositol, lui-même lié aux acides gras insérés dans le feuillet externe de la bicouche lipidique de la membrane plasmique.

La liaison de la protéine au GPI est réalisée par un complexe GPI-transamidase. Les chaînes d'acide gras du phosphatidylinositol s'insèrent dans le feuillet externe de la bicouche lipidique de la membrane plasmique, ce qui assure l'ancrage de la protéine à cette dernière.

### Fonctions biologiques
Les résidus osidiques du tétraholoside et les résidus d'acides gras du groupe phosphatidylinositol varient en fonction de la protéine. C'est cette diversité structurelle qui offre aux protéines à ancrage GPI une grande variété de fonctions biologiques, notamment en agissant comme hydrolases, protéines d'adhésion cellulaire, récepteurs, inhibiteurs de protéases et protéines régulatrices du complément (en).
Les protéines à ancrage GPI jouent également un rôle important dans l'embryogenèse, la neurogenèse, le développement, le système immunitaire et la fécondation. Plus précisément, l'ancrage GPI de la {protéine Juno de l'ovule joue un rôle déterminant dans la fusion du spermatozoïde avec l'ovule. La libération de cette protéine de son ancrage GPI à la membrane plasmique de l'ovule bloque la fusion de ce dernier avec des spermatozoïdes, ce qui pourrait contribuer au blocage de la polyspermie.